# Школа Цветущего Лотоса
Школа Цветущего Лотоса (англ. Blooming Lotus School) — английская школа для беженцев из Бутана в лагере Голдхап в Непале.

## Описание
Школа была основана в августе 1992 года. Обучение идет на трех языках: английский язык является основным языком обучения, в то время как дзонг-кэ преподаётся с 3 по 8 класс, а непальский язык преподаётся 40 минут в день от дошкольного по 10 класс.
В школе преподают такие предметы:
1. Английский язык (все классы).
2. Математика (обязательный предмет).
3. История и обществоведение (включая всемирную историю).
4. Язык дзонг-кэ (с 3 по 8 класс).
5. Непальский язык.
6. Экономика(в старших классах).
7. Здоровье населения
8. Защита окружающей среды.

Кроме того в школе обучают таким видам спорта как футбол, баскетбол, волейбол, каратэ, гимнастика и бег.
Большое внимание в школе сосредоточено на творчестве. В 2010 году школа Цветущего Лотоса устроила художественную выставку на тему «Условия жизни беженцев из Бутана» в Институте изобразительного и коммерческого искусства Бутана (IFACA).